# Флаг городского поселения Красногорск
Флаг городского поселения Красного́рск Красногорского муниципального района Московской области Российской Федерации — опознавательно-правовой знак, служащий официальным символом муниципального образования.
Флаг утверждён 23 января 2008 года решением Совета депутатов городского поселения Красногорск № 241/29 и внесён в Государственный геральдический регистр Российской Федерации с присвоением регистрационного номера 3612.

## Описание
«Прямоугольное полотнище с соотношением сторон 2:3, разделённое по диагонали от верхнего угла у древка к нижнему углу у свободного края на равные части: верхнюю синего и белого цветов, воспроизводящее гербовую композицию в красном, синем и белом цветах».
Геральдическое описание герба гласит: «В скошенном справа лазурью и серебром поле над червлёными, возникающими снизу горами (одна из них выше) призма переменных цветов; поверх всего нитевидный, однократно изломанный вниз пояс в серебре лазоревый, в лазури — серебряный».

## Обоснование символики
Флаг составлен на основе герба городского поселения Красногорск, по правилам и соответствующим традициям геральдики и отражает исторические, культурные, социально-экономические, национальные и иные местные традиции.
История города Красногорска восходит к середине XIX века, когда на реке Баньке возник посёлок с одноимённым наименованием Баньки, в который в 1926 году перевели оптико-механический завод, а для рабочих построили посёлок Красная Горка. В 1932 году села Павшино (известно с 1462 года), Губайлово (с 1620 года), посёлки Красная Горка, Баньки объединили в посёлок под названием Красногорск, получивший в 1940 году статус города.
Три красные горы аллегорически отражают наименование города — Красногорск: красный город, красивый город. Кроме этого, красное трёхгорье демонстрирует геральдическую преемственность Красногорскому муниципальному району, административным центром которого является город Красногорск.
Символика трёх гор в геральдике многозначна:
гора, являясь природным символом вечности, устойчивости, символизирует уверенность, незыблемость, нерушимость (основание горы), внутренний рост (подъём горы), духовное восхождение (вершина горы). Следовательно, восхождение на гору — познание самого себя;
цифра «три» — число совершенное (троица, тройственный союз) и означает средоточие целостности.
Красный цвет — символ красоты, трудолюбия, жизнеутверждающей силы, мужества, боевых и трудовых достижений местных жителей.
Природную символику флага подчёркивает синий цвет — символ чистого неба и водных просторов, экологии, возвышенных устремлений, искренности, преданности, возрождения. Своей экологией Красногорск обязан не только окружающему его зелёному щиту, но и удачной розе ветров, благодаря чему загазованный и загрязнённый атмосферный воздух практически никогда не перемещается в северо-западном направлении. Эта особенность показана на флаге переменой цветов.
Белый цвет (серебро) — символ совершенства, благородства, чистоты, веры, мира.
Основной автомагистралью Красногорска является Волоколамское шоссе, что на флаге показано разделением полотнища по диагонали от верхнего угла у древка к нижнему углу у свободного края.
Призма переменных цветов с нитевидным, однократно изломанным вниз поясом напоминает фирменный знак градообразующего и наиболее известного предприятия города — ОАО «Красногорский завод им. С. А. Зверева», где производят оптические, оптико-механические и оптико-электронные приборы и аппаратуру.